# BLEACH The 3rd Phantom
『BLEACH The 3rd Phantom』（ブリーチ ザ・サード・ファントム）は、2008年6月26日にセガより発売されたニンテンドーDS用シミュレーションRPG。
久保帯人による漫画作品『BLEACH』を原作とし、トムクリエイトが開発した。セガが手掛けるニンテンドーDS用ゲームシリーズ「BLEACH DSシリーズ」の第3弾にあたる。

## システム
本作には、「アドベンチャーパート」と「バトルパート」の二つのモードが用意されている。アドベンチャーパートでは、オリジナルキャラクターである双子の兄妹を主人公に据えた物語が展開される。メインストーリーに加え、200以上のサブイベントが用意されており、原作に登場するキャラクターたちとの交流を通じて信頼度を向上させることができる。バトルパートは、プレイヤーがフィールド上でキャラクターに指示を出し、敵を撃破したり、特定の味方を守ったりしながら戦いを進行するシミュレーションゲームとなっている。プレイヤーはキャラクターの能力や相性を活かし、自分好みのチームを編成して戦闘に挑むことができる。また、ゲーム本編をクリアすると、難易度の高い「やりこみステージ」として「ブリーチタワー」が解放される。各フロアをクリアすると、本編には登場しなかった隠しキャラクターを仲間にすることができる。
本作は総勢180人以上のキャラクターが登場する「オールスター的な作品」となっている。

## ストーリー
物語は藍染惣右介が反乱を起こす遥か以前、過去の尸魂界での出来事から始まる。流魂街に虚の襲撃があると聞いた護廷十三隊五番隊隊長の朱司波征源は、当時副隊長の藍染、そして当時の十二番隊隊長の浦原喜助を連れて流魂街へ向かう。通常は単体で行動する虚が群れを成していたため、隊長格が二人も出撃することとなった。そこで征源は、虚に襲われていた双子の兄妹を発見し救出する。征源たちは虚を撃退するが、兄妹のうち一人は重傷を負っていた。応急救護班でも治療が難しい傷であったため、征源は強力な治癒能力を持つ姉の伊花に治療を頼むことにし、兄妹を屋敷に連れて帰る。一命を取り留めた双子、宮能藤丸とまつ梨は孤児であったため、伊花の提案でそのまま征源の屋敷に住むこととなる。
それから時が流れ、藤丸とまつ梨は恩返しのために死神になることを決意し、護廷十三隊五番隊に入隊する。そこで当時五番隊に所属していた志波海燕をはじめ、多くの人たちと出会いながら、尸魂界を守るために日々奮闘する。しかしある日、破面のアルトゥロとの対決で伊花は命を落とし、征源も行方不明になってしまう。そして、主人公（どちらを選んだかで異なる）は現代の空座町にタイムスリップし、そこで一護たちに出会う。

## 登場人物
朱司波征源（すずなみ せいげん）
声 - 井上和彦
藍染が五番隊副隊長時代の五番隊隊長。
貴族の家系。クールに見えるが、実は熱血漢。唯一の肉親である姉には頭が上がらない。アルトゥロとの戦い以降、行方不明になる。
征源の五番隊は迅速な行動を重んじる隊である。何事にも率先して行動し、他隊の後塵を拝さないこと、自分を高める志と行動を誇りとしている。
斬魄刀：紫電（しでん）
刀身から雷撃を放つ能力を持つ。主に高速での斬撃と雷撃を組み合わせた攻撃を行う。隊長ではあるが、卍解ができる設定はない。
解号は「打ち据えろ『紫電』」。
朱司波伊花（すずなみ このか）
声 - 大原さやか
征源の姉。治癒能力を持つ。朱司波家の家事を一手に引き受けている（独り占めして手伝わせようとしない）。死神ではないが、怒らせると非常に恐ろしい。四番隊隊長・卯ノ花烈とは友人同士。アルトゥロとの戦いで決戦兵装具・熾水鏡（しすいきょう）を使用した反動により、亡くなる。
宮能藤丸（くどう ふじまる）
声 - 野島健児
五番隊の新米死神。まつ梨の双子の兄。幼いころに兄妹そろって虚の襲撃に遭い、重傷を負ったところを征源に助けられ、そのまま朱司波姉弟に引き取られる。お気楽な性格だが、家族を守りたいという想いは誰よりも強い。
当初は未熟な新人死神だったが、実戦を通してその潜在能力を少しずつ引き出していく。やがて斬魄刀の名を知り、始解を習得する。
斬魄刀：竜条丸（りゅうじょうまる）
本編では、この竜条丸は元々一つの巨大な力であり、まつ梨と同時に藤丸も斬魄刀の名を求めたため、元々の力から二つに分かれた「双子の斬魄刀」となっている。竜条丸は一人で扱うには大き過ぎる力を持つが、それゆえに様々な力に変化する可能性を秘めている。藤丸が自分の限界以上の力を求めることで霊圧にゆらぎが発生し、そのゆらぎが可能性という変化するものの正体となっている。
また、本編イベントで具象化された際の姿はまつ梨そのものとなっている。
解号は「閃け『竜条丸』」。
卍解：虎糾竜条丸（こきゅうりゅうじょうまる）
ゲーム内で一定の条件を満たすことにより使用可能になる。
宮能まつ梨（くどう まつり）
声 - 浅野真澄
五番隊の新米死神。藤丸の双子の妹。藤丸と同じ経緯で朱司波姉弟に引き取られる。お気楽な兄を支えるしっかり者。八番隊隊長である京楽春水に気に入られている。
当初は未熟な新人死神だったが、実戦を通してその潜在能力を少しずつ引き出していく。やがて斬魄刀の名を知り、始解を習得する。
斬魄刀：虎淘丸（ことうまる）
本編では、この虎淘丸は元々一つの巨大な力であり、藤丸と同時にまつ梨も斬魄刀の名を求めたため、元々の力から二つに分かれた「双子の斬魄刀」となっている。虎淘丸は一人で扱うには大き過ぎる力を持つが、それゆえに様々な力に変化する可能性を秘めている。まつ梨が自分の限界以上の力を求めることで霊圧にゆらぎが発生し、そのゆらぎが可能性という変化するものの正体となっている。
また、本編イベントで具象化された際の姿は藤丸そのものとなっている。
解号は「断ち払え『虎淘丸』」。
卍解：竜糾虎淘丸（りゅうきゅうことうまる）
ゲーム内で一定の条件を満たすことにより使用可能になる。
詩葉（しよ）
声 - 大原さやか
記憶を失っている謎の魂魄。現代で保護され、主人公とともに尸魂界へと向かう。天真爛漫でドジ。美的感覚が常人とずれている。
アルトゥロ・プラテアド
古の時代の破面。過去の時代で護廷十三隊を壊滅させるため、虚を率いて攻撃を仕掛けてくる。自身の能力に加え、不滅王の能力も重なり強大な力を持つ。ブリーチタワー27階に登場し、条件を満たせば仲間にできる。
草冠宗次郎（くさか そうじろう）
声 - 石田彰
真央霊術院時代からの日番谷の友人。ブリーチタワー21階に登場し、条件を満たせば仲間にできる。

## 開発
本作の「オリジナル主人公」は、原作者の久保帯人とテレビアニメ『BLEACH』でキャラクターデザインを担当する工藤昌史によってデザインされた。
テーマソングには、いきものがかりの楽曲「残り風」が使用された。作詞・作曲は山下穂尊、編曲は板垣祐介と湯浅篤が担当した。同楽曲は本作のテーマソングとして書き下ろされた。

## 評価
『週刊ファミ通』1020号のクロスレビューにおいて、本作は合計28点、平均7点の評価を受けた。ファミ通公式レビュアー4名による各レビューはそれぞれ10点満点で採点され、ローリング内沢は8点、水ピンは7点、本田やよいは6点、デビル藤原は7点を付けた。

## 関連作品
本作のシナリオを担当したシナリオ制作会社・エッジワークスの藤井宏幸によるケータイ小説が、2008年4月4日から６月30日まで期間限定携帯公式サイトに連載された。同サイトは同年7月まで運営された。

## 関連書籍
- Vジャンプ編集部（企画・編集）『BLEACH The 3rd Phantom 卍解兵法極之書 ニンテンドーDS版』集英社〈Vジャンプブックス〉、2008年6月26日発売[9]、ISBN 978-4-08-779464-9